# Segunda División de México 2010-11
La Temporada 2010-2011 de la Segunda División  fue la LXI temporada de torneos de la Segunda División de México. Fue dividida en dos torneos cortos, nombrados en honor a las conmemoraciones nacionales celebradas durante el transcurso de la temporada: Independencia 2010, por el Bicentenario de la Independencia, y Revolución 2011, en honor del Centenario de la Revolución Mexicana.
La Segunda División Mexicana se divide en dos ligas: Liga Premier de Ascenso y Liga de Nuevos Talentos. En las dos competiciones se celebraron los torneos Independencia 2010 y Revolución 2011 con sus respectivos equipos.

## Temporada 2010-11 Liga Premier de Ascenso
La temporada se dividió en dos torneos cortos, el Independencia 2010 celebrado entre agosto y diciembre, y el Revolución 2011 que se disputó entre enero y mayo. El Torneo Independencia 2010 fue ganado por el Celaya FC quien debió jugar en la final de ascenso contra las Chivas Rayadas, equipo campeón de la edición Revolución 2011 para de esta forma determinar al club ganador del pase a la Liga de Ascenso.

### Equipos participantes

#### Grupo 1 (Zona Sur)
| Equipo                                    | Ciudad                           |
| ----------------------------------------- | -------------------------------- |
| Atlético Tapatío                          | Chalco, Estado de México         |
| Cuautitlán                                | Cuautitlán, Estado de México     |
| Guerreros de Acapulco                     | Acapulco, Guerrero               |
| Inter Playa del Carmen                    | Playa del Carmen, Quintana Roo   |
| Neza FC                                   | Nezahualcoyolt, Estado de México |
| Ocelotes de la UNACH                      | Tapachula, Chiapas               |
| Orizaba                                   | Orizaba, Veracruz                |
| Patriotas de Córdoba                      | Córdoba, Veracruz                |
| Pumas Naucalpan                           | Naucalpan, Estado de México      |
| Tecamachalco                              | Huixquilucan, Estado de México   |
| Tiburones Rojos de Córdoba                | Córdoba, Veracruz                |
| Titanes de Tulancingo                     | Tulancingo, Hidalgo              |
| Universidad Autónoma del Estado de México | Toluca, Estado de México         |

#### Grupo 2 (Zona Central)
| Equipo                               | Ciudad                            |
| ------------------------------------ | --------------------------------- |
| Bravos de Nuevo Laredo               | Nuevo Laredo, Tamaulipas          |
| Celaya FC                            | Celaya, Guanajuato                |
| Cruz Azul Jasso                      | Jasso, Hidalgo                    |
| Ébano FC                             | Ébano, San Luis Potosí            |
| FC Excélsior                         | Escobedo, Nuevo León              |
| Irapuato                             | Irapuato, Guanajuato              |
| La Piedad                            | La Piedad, Michoacán              |
| Querétaro FC B                       | Corregidora, Querétaro            |
| Real Saltillo Soccer                 | Saltillo, Coahuila                |
| San Miguel FC Caudillos              | San Miguel de Allende, Guanajuato |
| Tampico Madero                       | Tampico Madero, Tamaulipas        |
| Unión de Curtidores                  | León, Guanajuato                  |
| Universidad Autónoma de Tamaulipas B | Ciudad Victoria, Tamaulipas       |

#### Grupo 3 (Zona Norte)
| Equipo                                     | Ciudad                                 |
| ------------------------------------------ | -------------------------------------- |
| Águilas Reales de Zacatecas                | Zacatecas, Zacatecas                   |
| Búhos de Hermosillo                        | Hermosillo, Sonora                     |
| Cachorros de la Universidad de Guadalajara | Zapopan, Jalisco                       |
| Chivas Rayadas                             | Zapopan, Jalisco                       |
| Delfines de Los Cabos                      | San José del Cabo, Baja California Sur |
| Deportivo Guamúchil FC                     | Guamúchil, Sinaloa                     |
| Dorados de Los Mochis                      | Los Mochis, Sinaloa                    |
| Loros de la Universidad de Colima          | Colima, Colima                         |
| Obregón FC                                 | Ciudad Obregón, Sonora                 |
| Universidad Autónoma de Chihuahua          | Chihuahua, Chihuahua                   |
| Vaqueros de Ixtlán                         | Ameca, Jalisco                         |

### Torneo Independencia 2010 Liga Premier de Ascenso
Artículo Principal: Torneo Independencia 2010 Liga Premier de Ascenso
El Torneo Independencia 2010 fue el 27º torneo corto que abrió la temporada LXI de la Segunda División.
El Celaya FC y el Tampico Madero jugaron la final de la competencia.
La serie final se llevó mediante dos partidos, en el primero de ellos celebrado el 15 de diciembre en el Estadio Miguel Alemán Valdés de Celaya, el conjunto local derrotó a La Jaiba Brava por marcador de 3-2, mientras que en la vuelta, jugada el día 18 de diciembre en la cancha del Estadio Tamaulipas, el equipo de Tampico Madero logró ganar por 2-1, lo que llevó a una definición por penales que sería ganada por Celaya por siete tiros a cinco.

### Torneo Revolución 2011 Liga Premier de Ascenso
Artículo Principal: Torneo Revolución 2011 Liga Premier de Ascenso
El Torneo Revolución 2011 fue el 28º torneo corto que cerró la temporada LXI de la Segunda División.
El conjunto de Chivas Rayadas fue el ganador de la competencia tras derrotar a Bravos de Nuevo Laredo. La ida se celebró el día 4 de mayo en la cancha del Estadio Omnilife con victoria de los rojiblancos por un gol a cero. La vuelta, se disputó el 7 de mayo en la ciudad de Nuevo Laredo, de nuevo la filial del Club Guadalajara se impuso por 1-0, de esta forma ganó el campeonato por marcador global de 0-2. Finalmente este marcador definió la final por la promoción a la Liga de Ascenso que enfrentaría a las Chivas Rayadas contra el Celaya.

## Temporada 2010-11 Liga de Nuevos Talentos
La temporada se dividió en dos torneos cortos, el Independencia 2010 celebrado entre agosto y diciembre, y el Revolución 2011 que se disputó entre enero y mayo. El conjunto de Cachorros de la UANL fue el campeón del Torneo Independencia 2010. Mientras que Cachorros León fue el conjunto que ganó la edición Revolución 2011. Finalmente ambos conjuntos disputaron la final por el ascenso a la Liga Premier de Ascenso, siendo el conjunto leonés el que se haría con la victoria tras derrotar a su rival por un marcador global de 6-3.

### Equipos participantes

#### Grupo 1
| Equipo                                     | Ciudad                        |
| ------------------------------------------ | ----------------------------- |
| Alto Rendimiento Tuzo                      | San Agustín Tlaxiaca, Hidalgo |
| América Coapa                              | Ciudad de México              |
| Chetumal FC                                | Chetumal, Quintana Roo        |
| Coyotes de Xalapa                          | Xalapa, Veracruz              |
| Cuautla                                    | Cuautla, Morelos              |
| Emperadores de Texcoco                     | Texcoco, Estado de México     |
| FICUMDEP de Xalapa                         | Xalapa, Veracruz              |
| Halcones del Valle del Mezquital           | Tezontepec, Hidalgo           |
| Lobos París de Poza Rica                   | Poza Rica, Veracruz           |
| Lobos Prepa                                | Puebla, Puebla                |
| Tarascos de Uruapan                        | Uruapan, Michoacán            |
| Universidad Autónoma del Estado de Hidalgo | Pachuca, Hidalgo              |

#### Grupo 2
| Equipo                                        | Ciudad                    |
| --------------------------------------------- | ------------------------- |
| Académicos de Atlas                           | Zapopan, Jalisco          |
| CD Apodaca                                    | Apodaca, Nuevo León       |
| Atlético Zamora                               | Zamora, Michoacán         |
| Cachorros León                                | León, Guanajuato          |
| Cachorros UANL                                | Zuazua, Nuevo León        |
| Durango                                       | Durango, Durango          |
| Estudiantes Tecos B                           | Zapopan, Jalisco          |
| CF Indios                                     | Ciudad Juárez, Chihuahua  |
| Loritos de la Universidad de Colima           | Colima, Colima            |
| Orinegros de Ciudad Madero                    | Ciudad Madero, Tamaulipas |
| CD Oro                                        | Guadalajara, Jalisco      |
| Topos de Reynosa                              | Reynosa, Tamaulipas       |
| Tuzos de la Universidad Autónoma de Zacatecas | Zacatecas, Zacatecas      |

### Torneo Independencia 2010 Liga de Nuevos Talentos
Artículo Principal: Torneo Independencia 2010 Liga de Nuevos Talentos
El Torneo Independencia 2010 fue el 27º torneo corto que abrió la temporada LXI de la Segunda División.
Los Académicos de Atlas y los Cachorros de la UANL fueron los equipos que llegaron a la final del primer torneo de la temporada, para determinar al campeón se celebraron dos partidos. El primero de ellos se celebró en Zapopan el 11 de diciembre, en esta primera vuelta se registró un empate por 0-0; mientras que la vuelta se jugó el 17 de diciembre en San Nicolás de los Garza, donde el equipo filial de Tigres se alzó con el triunfo por 1-0 logrando de esta forma el campeonato.

### Torneo Revolución 2011 Liga de Nuevos Talentos
Artículo Principal: Torneo Revolución 2011 Liga de Nuevos Talentos
El Torneo Revolución 2011 fue el 28º torneo corto que abrió la temporada LXI de la Segunda División.
El equipo de Alacranes de Durango y los Cachorros de León fueron los equipos que disputaron la final por campeonato. El primer juego de la serie se celebró el 1 de mayo en el Estadio Francisco Zarco de la Ciudad de Durango con un empate a 0-0; mientras que la vuelta se jugó el 8 de mayo en el Estadio León, donde los Cachorros se hicieron con el título tras ganar por 3-0 a los duranguenses. De esta forma se conformó la final por el ascenso a la Liga Premier que sería jugada por los Cachorros de León contra los Cachorros de la UANL.

## Final por el ascenso a la Liga Premier de Ascenso
La Final de Ascenso se llevó a cabo en dos encuentros, un partido de ida y un partido de vuelta. Ambos equipos Cachorros de León y Cachorros de la UANL son filiales de equipos de categorías superiores, por lo tanto el ganador podía ascender a la Liga Premier de Ascenso.
| 14 de mayo de 2011 | Cachorros de la UANL | 2:2 | Cachorros León | Estadio Universitario, San Nicolás de los Garza |  |

| 21 de mayo de 2011                                                           | Cachorros León | 4:1 | Cachorros de la UANL | Estadio León, León |  |
| Cachorros León campeón de la Temporada 2010-10 de la Liga de Nuevos Talentos |                |     |                      |                    |  |

## Final por el ascenso a la Liga de Ascenso
La Final de Ascenso a la Liga de Ascenso enfrentó a los equipos de Celaya y Chivas Rayadas, se jugaron dos partidos, en serie de ida y vuelta. Finalmente el Celaya fue el conjunto que ganó la eliminatoria logrando su pase a la segunda categoría del fútbol mexicano.
| 14 de mayo de 2011, 19:00 | Chivas Rayadas | 2:1 | Celaya | Estadio Omnilife, Zapopan |  |

| 21 de mayo de 2011, 20:30                                            | Celaya | 3:1 | Chivas Rayadas | Estadio Miguel Alemán Valdés, Celaya |  |
| Celaya campeón de la Temporada 2010-11 de la Liga Premier de Ascenso |        |     |                |                                      |  |

| Campeón de Ascenso 2010-11    |
| ----------------------------- |
|                               |
| Celaya                        |
| 2° Título                     |
| Asciende a la Liga de Ascenso |